# Greatest Hits (Izgubljeni)
Greatest Hits je dvadeset i prva epizoda treće sezone televizijske serije Izgubljeni i sveukupno 70. epizoda kompletne serije. Napisali su je jedni od izvršnih producenata Adam Horowitz i Edward Kitsis, a režirao ju je Stephen Williams. Epizoda se prvi puta emitirala 16. svibnja 2007. godine na televizijskoj mreži ABC u SAD-u i televizijskoj mreži CTV u Kanadi. Epizodu Greatest Hits gledalo je 12 milijuna Amerikanaca, a bila je dobro prihvaćena od strane kritike.
Radnja epizode odvija se 22. prosinca 2004. godine, 92 dana nakon pada zrakoplova Oceanic Airlines 815 na otok. Jedna skupina preživjelih priprema se za nadolazeći napad Drugih dok ostali pokušavaju stupiti u kontakt s brodom koji se nalazi u blizini otoka. Charlie Pace (Dominic Monaghan) prisjeća se pet najvećih trenutaka u svom životu koje pratimo u radnji koja se odvija prije dolaska na otok dok se istovremeno priprema ispuniti predviđanja Desmonda Humea (Henry Ian Cusick) o vlastitoj smrti.

## Radnja
Vođa Drugih Ben Linus (Michael Emerson) naređuje desetorici ostalih da odu do kampa preživjelih i otmu sve trudne žene te noći - noć ranije nego što je to bilo predviđeno. Benova posvojena kćerka Alex (Tania Raymonde) nagovara svog dečka Karla (Blake Bashoff) da otplovi kanuom do plaže kako bi upozorio na dolazak Drugih preostale preživjele. Vođa preživjelih, Jack Shephard (Matthew Fox) planira ubiti Druge s dinamitom koji im je dala Danielle Rousseau (Mira Furlan). Sayid Jarrah (Naveen Andrews), Jin Kwon (Daniel Dae Kim) i Bernard Nadler (Sam Anderson) izabrani su da će ostati blizu kampa i svojim pucnjevima detonirati dinamit postavljen kod šatora kada Drugi dođu po njih.
Desmond govori Charlieju o svojem posljednjem predosjećaju: Charliejeva djevojka Claire Littleton (Emilie de Ravin) i njezina beba Aaron pobjeći će s otoka helikopterom ako Charlie uspije isključiti prekidač u jednoj od stanica Dharme i pritom se utopi. Sayid govori Jacku da bi mogao stupiti u kontakt s obližnjim brodom koji se nalazi na otprilike 130 kilometara od obale. Sve što treba napraviti jest da, kad dođe do radio tornja i ugasi signal od Rousseau koji ometa komunikaciju, iskoristi satelitski telefon od Naomi Dorrit (Marsha Thomason), žene koja je na otok došla s tim brodom. Juliet Burke (Elizabeth Mitchell) tada kaže Sayidu da to neće uspjeti zbog podvodne stanice Looking Glass koja također ometa signal. U tom trenutku Sayid shvaća da je kabel koji je pronašao na plaži prije skoro 70 dana spojen s tom stanicom i da će netko od njih morati krenuti na vjerojatnu samoubilačku misiju. Charlie se javlja na dužnost.
Naomi govori Charlieju da je njegov glazbeni sastav Drive Shaft objavio vrlo uspješan album njihovih najvećih hitova nakon pada zrakoplova 815. U radnji koja se događa prije dolaska na otok pratimo Charlievih "pet najvećih životnih trenutaka" po kronološkom redu događaja koje Charlie zapisuje na papirić i daje Desmondu koji ga treba proslijediti Claire:
- Prvi puta kad je čuo pjesmu svoga sastava na radiju;
- Kada ga je njegov otac Simon (John Henry Canavan) naučio plivati;
- Kada mu je njegov brat Liam (Neil Hopkins) dao prsten njihovog djeda Dextora Strattona ("DS") kao Božićni poklon;
- Kada je Charlie spasio ženu (nije znao da se radi o Nadiji) od pljačkaša te kada ga je ona prozvala junakom;
- Noć nakon zrakoplovne nesreće na otoku kada je upoznao Claire[4]

Prije nego što se uputi do stanice Looking Glass s Desmondom, Charlie uvjerava Claire da će s njim sve biti u redu, poljubi je i ostavlja djedov prsten u Aaronovoj kolijevci. Nakon što njih dvojica stignu do stanice, Charlie onesvijesti Desmonda s veslom i zaroni u vodu. Uspijeva doći do stanice, a dvije pripadnice skupine Drugih - Greta (Lana Parrilla) i Bonnie (Tracy Middendorf) - pojavljuju se s uperenim puškama u njega.

## Produkcija
Većina scena na otoku snimljena je između 9. i 12. travnja 2007. godine. Detaljan sinopsis epizode postavljen je na internet prije nego što je ista emitirana pa je kompanija Disney odlučila istražiti odakle su informacije procurile. Ime Dharma stanice u epizodi (Looking Glass) aluzija je na knjigu Through the Looking-Glass, and What Alice Found There autora Lewisa Carrolla. Glumac Dominic Monaghan svoju je glumačku inspiraciju za ovu epizodu crpio od Leonarda DiCaprija iz filma Titanic.
Ova je epizoda započela završetak Desmondovih proricanja Charliejeve neizbježne smrti koji su započeli početkom sezone, a konačno će biti finalizirana u posljednjoj epizodi (Through the Looking Glass). Priča je osmišljenja tijekom produciranja drugog dijela druge sezone kada su scenaristi razmišljali o idejama za novu Charliejevu priču. Premda je Desmond mogao imati predviđanja o budućnosti o bilo kojem liku, lik Charlieja je izabran kako bi sama priča dobila na još većem značaju (umjesto da se vrtila oko nekog manje bitnog lika). Pored toga, scenaristi su namjeravali istaknuti junačku stranu Charlieja, jer je on bio prvi lik u seriji koji je umro svojom voljom. Unatoč problemima s Charliejevom smrću, scenaristi su vjerovali da je Charlie oduvijek bio dobra osoba i željeli su prikazati najsretnije trenutke njegovog života. Glumac Monaghan je smatrao da je epizoda Greatest Hits snimljena kako bi "dopustila gledateljima da što više vremena provedu s Charliejevom neizbježnom sudbinom kako bi se što bolje pripremili za ono što će se u finalu sezone dogoditi".
Epizoda Greatest Hits označila je prvo pojavljivanje bračnog para Rose i Bernard još od kraja druge sezone što se gledateljima izrazito svidjelo. Scenaristi su objasnili njihovo dotadašnje odsustvo činjenicom što su oboje glumaca tijekom treće sezone radili na drugim projektima. Uz to, razmatralo se o mogućnosti da se gledateljima neće svidjeti njihovo ponovno pojavljivanje budući neki od drugih glumaca koji su bili puno važniji likovi tijekom treće sezone nisu proveli toliko puno vremena na ekranu. Isto tako, scenaristi nisu željeli da ta dva lika budu samo pozadinski karakteri; oboma su željeli dati važne priče.

## Priznanja
Epizodu Greatest Hits gledalo je 12.32 milijuna Amerikanaca što je seriju Izgubljeni postavilo na petnaesto mjesto najgledanijih programa toga tjedna; ovakav rezultat gledanosti bio je sličan ranije emitiranim epizodama te sezone. Prvi dio epizode gledalo je 11.9 milijuna ljudi, a drugi dio 12.8 milijuna gledatelja. U Kanadi epizodu Greatest Hits gledalo je 875 tisuća ljudi što ju je postavilo na dvadeset i sedmo mjesto najgledanijih programa toga tjedna. U Ujedinjenom Kraljevstvu epizoda je privukla 1.21 milijun gledatelja pred male ekrane i bila je drugi najgledaniji program tog tjedna; jedini gledaniji program je bio Katie & Peter: The Next Chapter. U Australiji epizoda se smjestila na pedeset i prvo mjesto najgledanijih programa toga tjedna, a privukla je 1.001 milijun gledatelja pred male ekrane.
Patrick Day iz Los Angeles Timesa napisao je da "što se tiče epizoda koje pripremaju veliko finale, Greatest Hits je pun pogodak". Također je hvalio povratak Jacka iz "dosadnog lika", glazbu Michaela Giacchina i povratak likova Rose i Bernarda. Jeff Jensen iz časopisa Entertainment Weekly napisao je da je Monaghan "odradio najbolju performansu u seriji do sada" te posljednju scenu epizode opisao "pravim vrhuncem". Kristin Veitch iz E! također je hvalila Monaghanovu glumu, a samu epizodu nazvala "savršenim primjerom" visoke kvalitete same serije. Charlie McCollum iz San Jose Mercury News opisao je zadnje epizode treće sezone kao "apsolutni užitak". Chris Carabott iz IGN-a dao je ocjenu epizodu 8.5/10 komentirajući razvoj likova Jacka i Charlieja te odličnu glumu Michaela Emersona koji portretira Bena Linusa. Lulu Bates iz Television Without Pity dao je ocjenu epizodi -5. Erin Martell iz TV Squad dala je ocjenu epizodi 6/7 istaknuvši da je uspjela održati napetim iščekivanje velikog finala sezone, ali također napomenula i nelogičnost u razvoju Charliejevog lika koji na početku serije navodno nije znao plivati. Scott Juba iz The Trades istaknuo je da je Greatest Hits najbolja epizoda treće sezone te dodao da radnja koja se događa prije dolaska na otok "pobuđuje ljudske emocije s kojima se svatko može poistovjetiti i da tu leži najjača karika serije Izgubljeni. Prava genijalnost serije ne leži u njezinim zapletima ili misterijama, već u sposobnosti da publiku uvuče u svoje likove budeći teme s kojima se apsolutno svatko može poistovjetiti". Jon Lachonis iz BuddyTV izjavio je da je epizoda bila "izrazito uspješna" u pokušaju da Charlieja pretvori u lika koji je svima omiljen.
Epizoda Greatest Hits nominirana je (ali nije pobijedila) za nagradu Golden Reel u kategoriji najbolje zvučne montaže za televiziju. Epizoda je također poslana na razmatranje za kategorije najboljeg scenarija dramske serije i najbolje režije dramske serije za prestižnu televizijsku nagradu Emmy, ali nije uspjela dobiti nominaciju. Osvojila je nagradu Tater Top za "najemotivniju epizodu" časopisa E!.

## Vanjske poveznice
- "Greatest Hits" na ABC-u